# Pandora Peaks
Pandora Peaks, nom de scène de Stephanie Schick (née le 12 avril 1964 à Atlanta) est une actrice pornographique américaine.

## Biographie
Elle grandit dans une famille méridionale très conservatrice. Elle étudie à l'université de Géorgie et obtient un baccalauréat universitaire en finance. Elle travaille pendant un certain temps comme banquière chez Citibank.
Au milieu des années 1980, elle commence à travailler comme danseuse érotique dans des clubs de strip-tease, d'abord comme revenu secondaire. Cependant, lorsqu'elle réalise combien d'argent elle peut gagner, elle déménage à Los Angeles, en Californie, pour se consacrer entièrement au strip-tease. Sous son vrai nom, elle fait une figuration dans Jeu fatal (en), film d'Andy Sidaris, sorti en 1991.
Stephanie Schick fait une augmentation mammaire, après une première opération pendant ses études, jusqu'à un 107J et devient Pandora Peaks. Dans les années 1990, elle est le modèle érotique d'une centaine de magazines comme Playboy, Score ou Gent.
Sous son nom de scène, elle incarne une collègue du club dans Striptease avec Demi Moore en 1996 ; elle est la première stripteaseuse à apparaître dans le film.
Par ailleurs, elle voyage en Europe et en Amérique du Sud, où elle chante dans des émissions de télévision,.
En 1998, Peaks est présente dans Visions & Voyeurism, un film de 60 minutes de style documentaire. Tourné sur place sur des sites à Hollywood et en Californie du Sud, il met en scène Peaks qui pose nue, à la vue des passants.
Son expérience dans le cinéma pornographique se limite à quelques scènes lesbiennes.
Peaks est le sujet de l'éponyme Pandora Peaks, le dernier film de Russ Meyer, un documentaire sorti en 2001. Le film de 72 minutes n'a pas de dialogue, juste des images de Peaks se déshabillant, s'habillant et se promenant, avec une narration de Peaks et Meyer.
Pandora Peaks met fin à sa carrière en 2000.